# شارع الحبيب بورقيبة (مدينة تونس)
شارع الحبيب بورقيبة (نسبة إلى الحبيب بورقيبة) هو أهم شوارع مدينة تونس بالجمهورية التونسية.
في عهد الحماية الفرنسية في تونس حمل اسم شارع البحرية (بالفرنسية: Avenue de la Marine)‏، ثم من عام 1900 حتى الاستقلال شارع جول فيري (بالفرنسية: Avenue Jules-Ferry)‏.
تلتقي في شارع بورقيبة العديد من الشوارع الرئيسية: شارع روما وشارع الجزائر العاصمة وشارع باريس وشارع مرسيليا وشارع القاهرة وشارع محمد الخامس، من جهة شارع جمال عبد الناصر وشارع اليونان وشارع قرطاج وشارع ابن خلدون.
- جرت العادة في عهد الرئيس الحبيب بورقيبة أن تقع تسمية الشارع الرئيسي في كل مدينة من المدن التونسية باسم شارع الحبيب بورقيبة. ولكن بعد إزاحته عن الحكم عام 1987، وقع تغيير أسماء البعض من تلك الشوارع. وتحمل الشوارع الرئيسية الكبرى الآن في مدخل أغلب المدن اسم شارع البيئة فيما احتفظ الشارع الرئيسي في العاصمة بنفس الاسم.

## التاريخ

### الشارع في الثورة التونسية

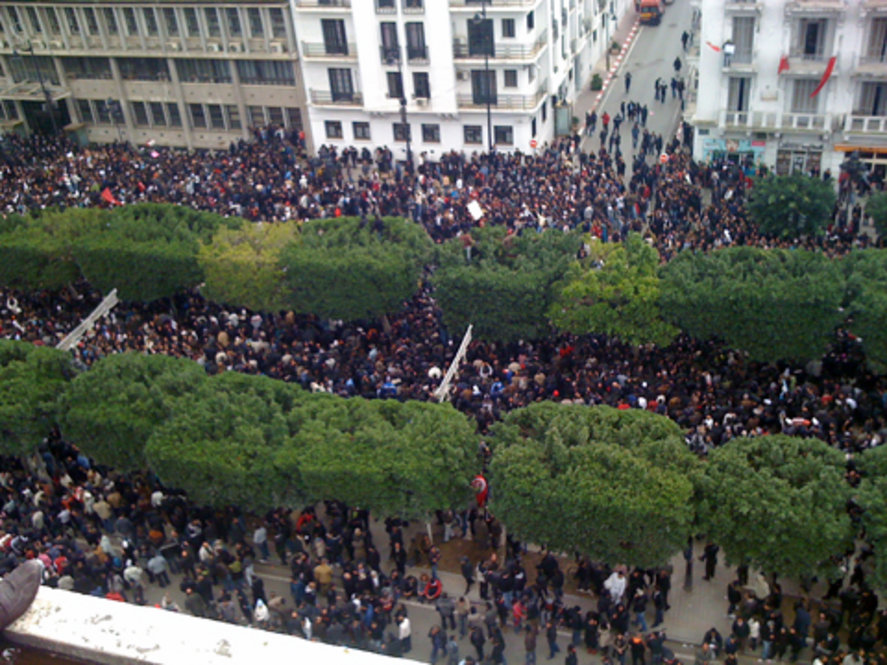
شارع الحبيب بورقيبة و أكبر مظاهرة في الثورة التونسية يوم 14 جانفي 2011

شهد شارع الحبيب بورقيبة أكبر مظاهرة في الثورة التونسية و التي كان لها الدور الأكبر في هروب الرئيس زين العابدين بن علي بعد أن هدد المتظاهرون بالتوجه إلى القصر الرئاسي وهذا في يوم 14 جانفي 2011.

## الأماكن
من أهم الأماكن والمقرات والمكاتب الموجودة في الشارع يوجد:
- تمثال الحبيب بورقيبة
- ساحة 14 جانفي 2011
- برج الساعة
- تمثال ابن خلدون
- ساحة الاستقلال
- وزارة الداخلية
- كاتدرائية تونس
- سفارة فرنسا في تونس
- المسرح البلدي بتونس
- فندق كارلتون
- فندق المرادي أفريكا

## صور

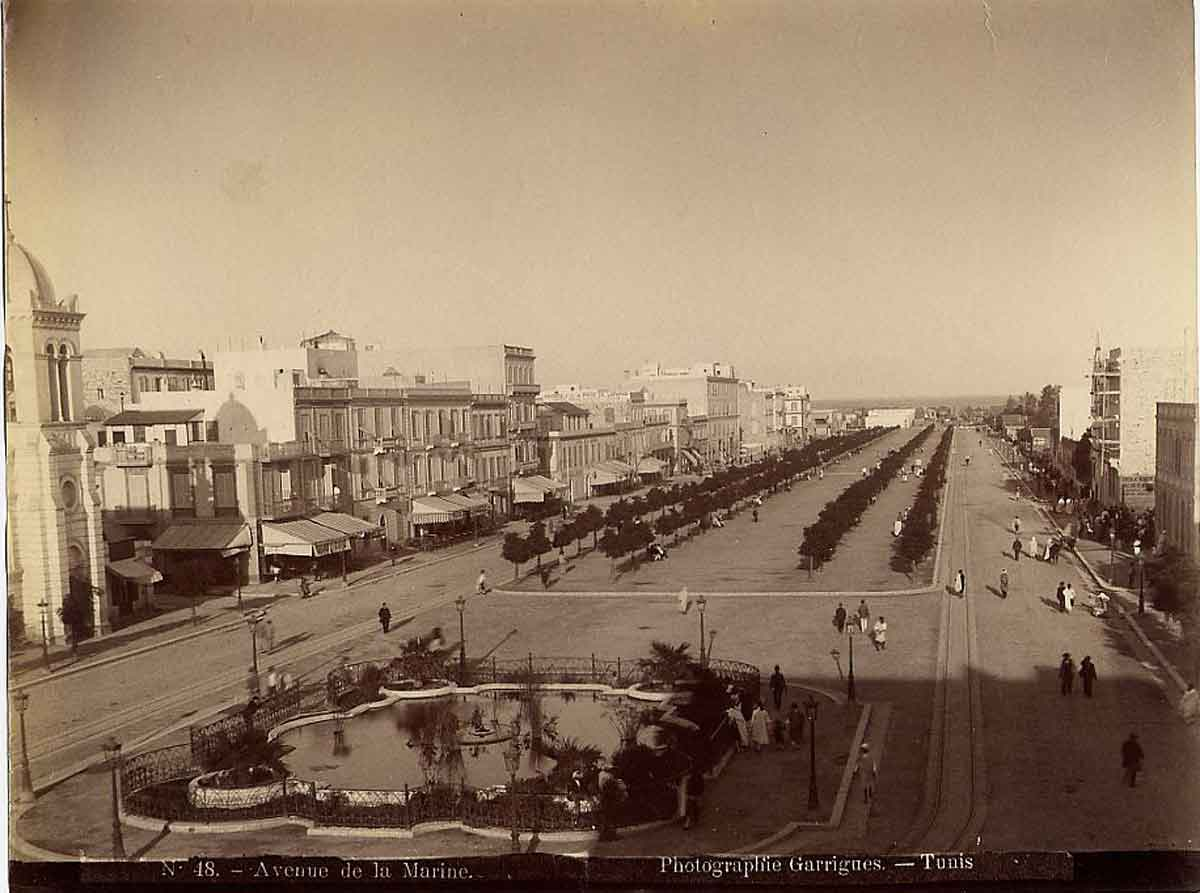
شارع البحرية (شارع الحبيب بورقيبة حاليا) عام 1885
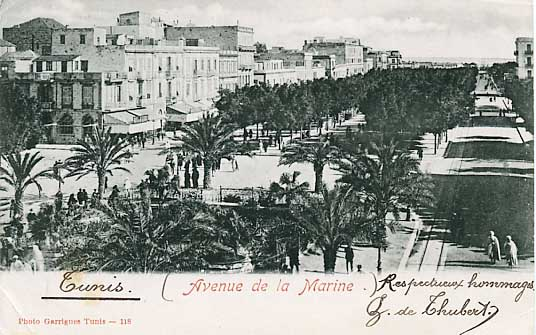
شارع البحرية (شارع الحبيب بورقيبة حاليا) عام 1900
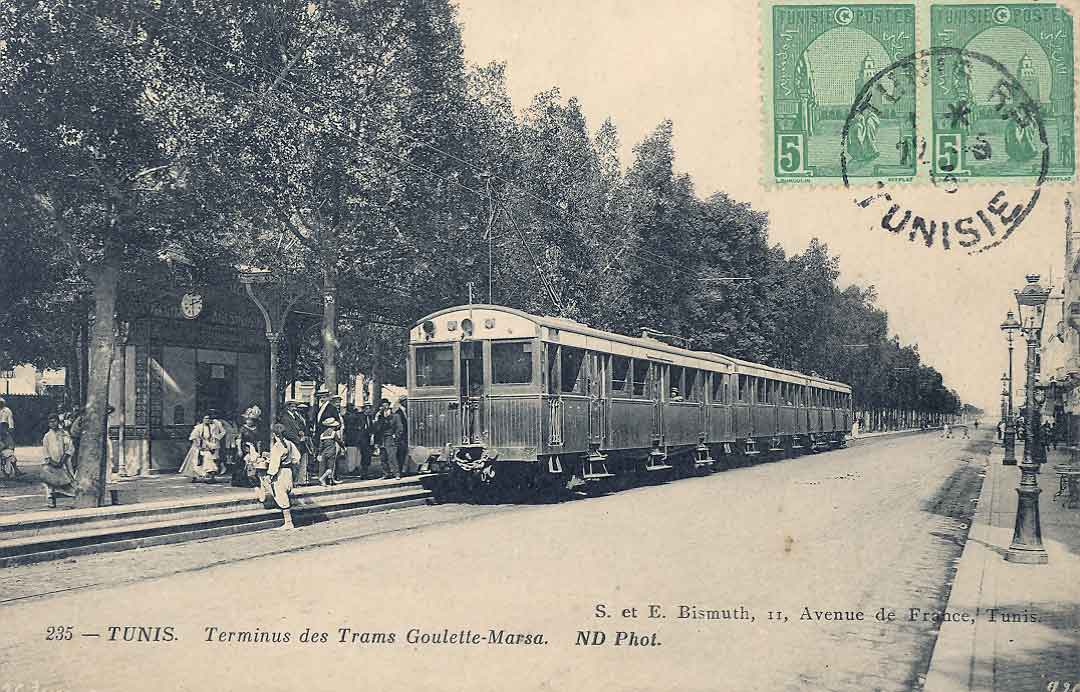
شارع جول فاري (شارع الحبيب بورقيبة حاليا) عام 1910
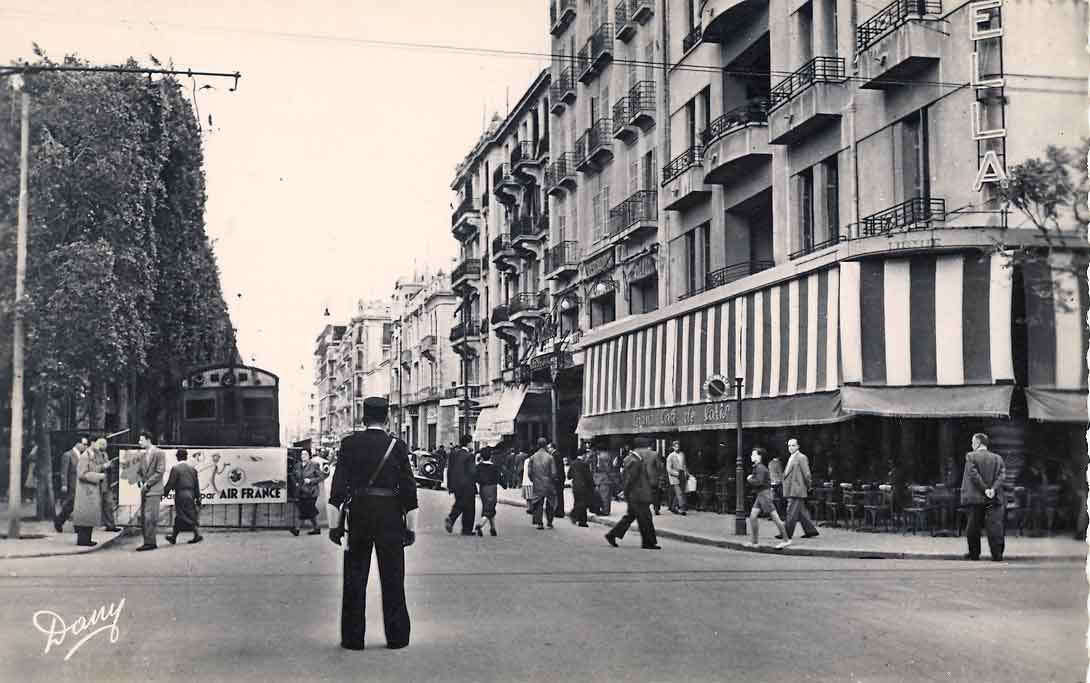
شارع جول فاري (شارع الحبيب بورقيبة حاليا) عام 1954
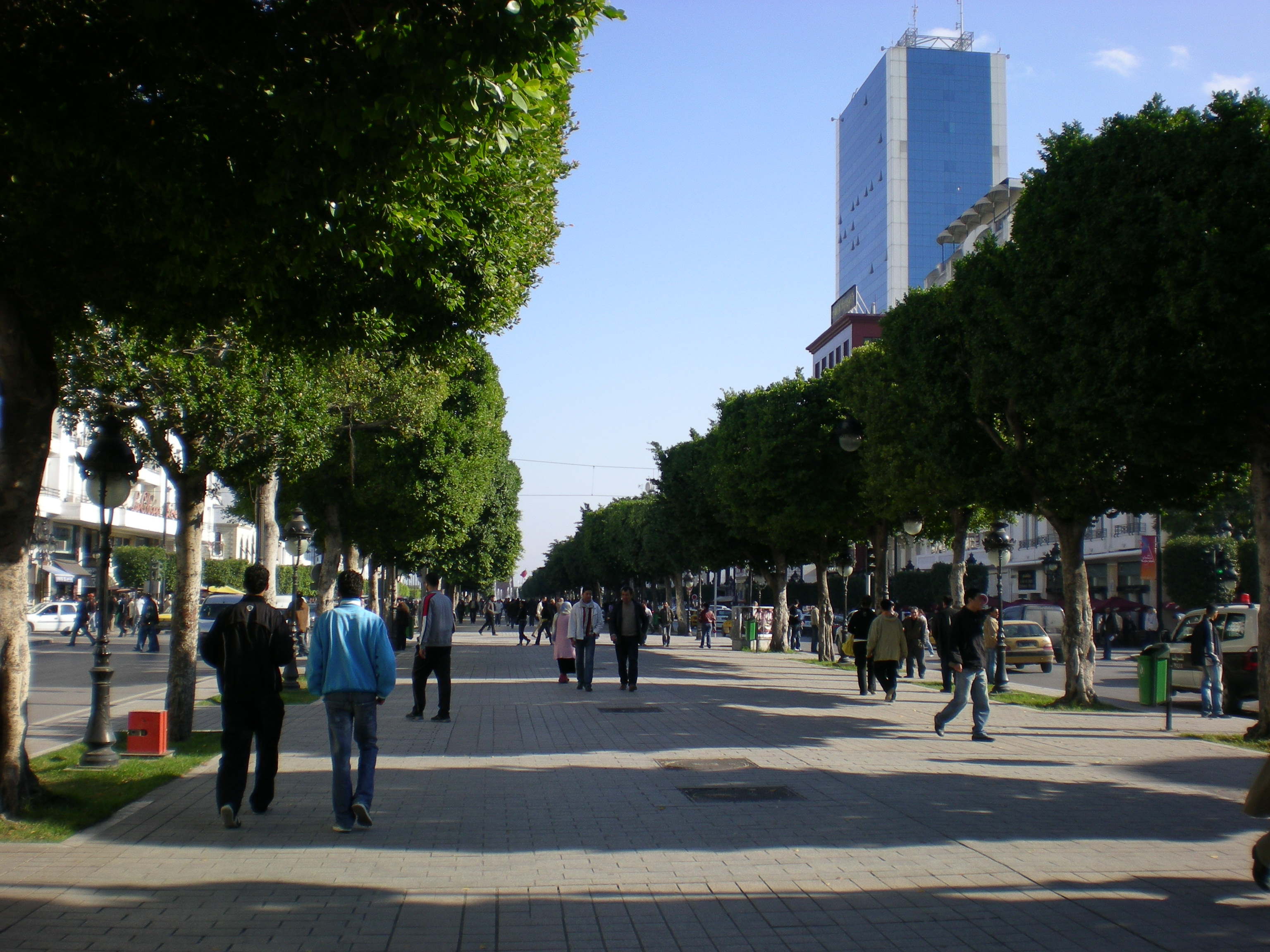
شارع الحبيب بورقيبة
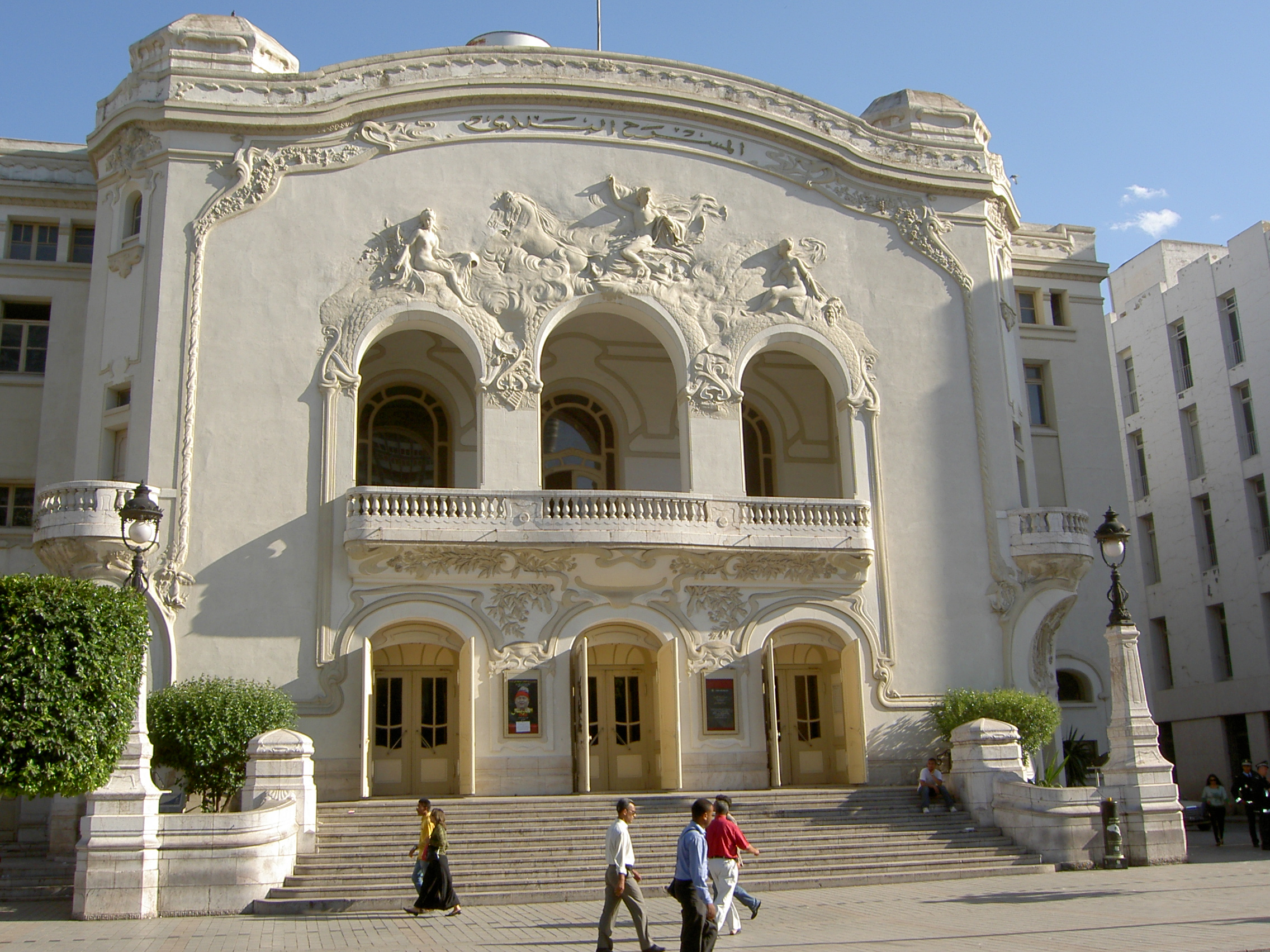
المسرح البلدي بمدينة تونس (يقع في شارع الحبيب بورقيبة)
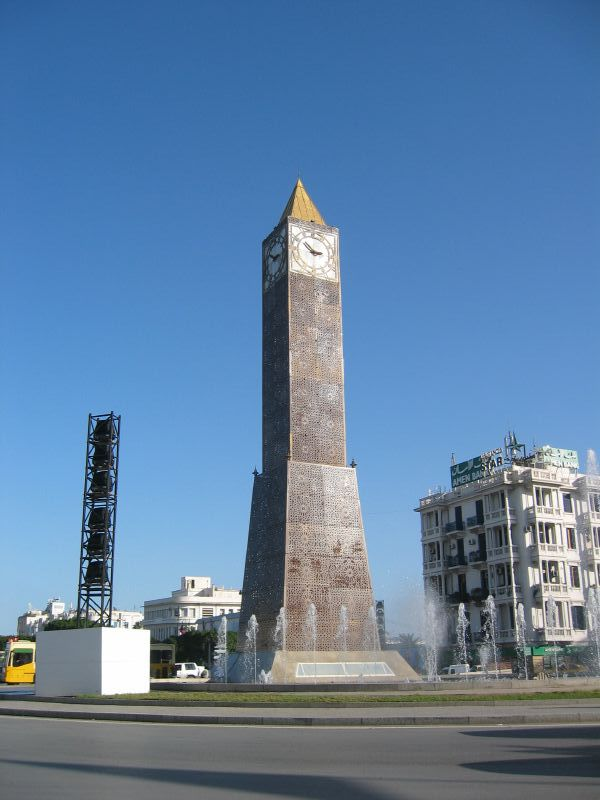
برج الساعة بشارع الحبيب بورقيبة
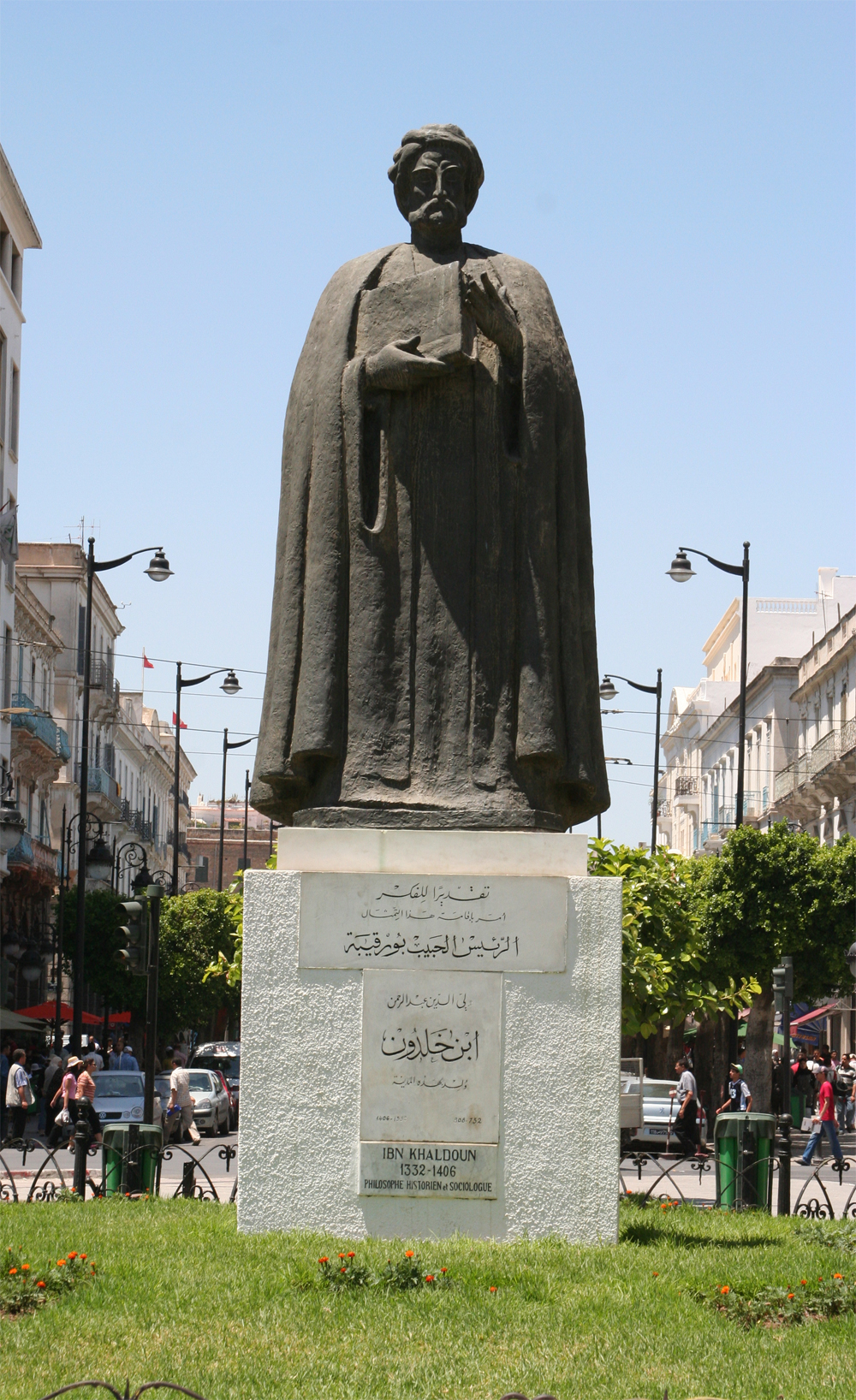
نصب ابن خلدون بشارع الحبيب بورقيبة
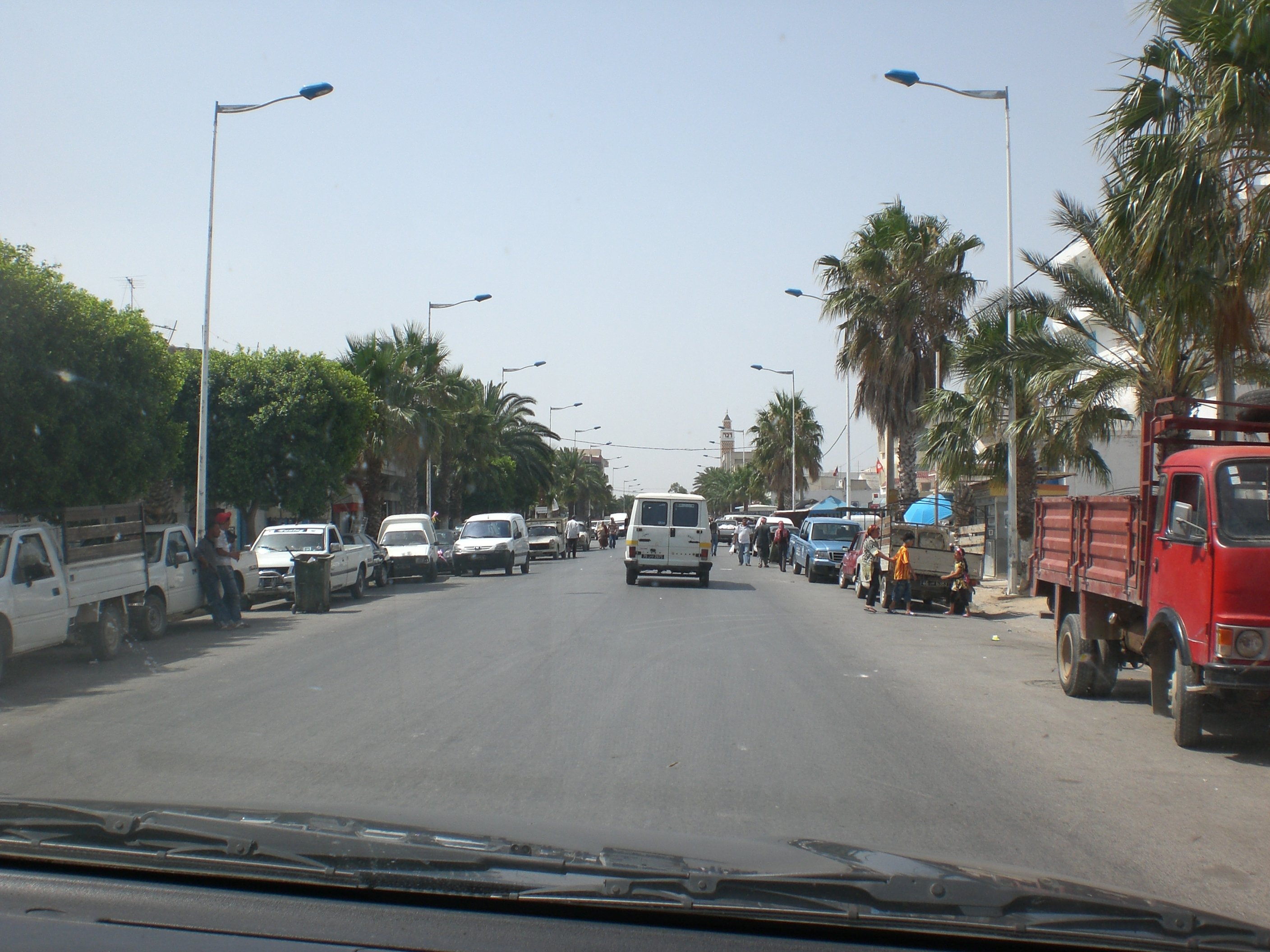
شارع الحبيب بورقيبة بمدينة الفحص

## مقالات ذات صلة
- شارع محمد الخامس (تونس)